# OTA
OTA (ang. Online Travel Agencies – internetowe biura podróży) – platformy internetowe umożliwiające rezerwację usług turystycznych, takich jak nocleg, wynajem samochodów czy wycieczki fakultatywne. Działają jako pośrednicy pomiędzy klientami a dostawcami usług turystycznych.

## Charakterystyka
Internetowe biura podróży umożliwiają użytkownikom wyszukiwanie, porównywanie i dokonywanie rezerwacji usług związanych z turystyką. Do najpopularniejszych międzynarodowych platform tego typu należą m.in. Booking.com, Expedia, Agoda, Hotels.com, Kayak, Tripadvisor czy Airbnb.
Działalność OTA opiera się na modelu prowizyjnym – w zamian za możliwość prezentacji oferty i pośrednictwo w transakcji, pobierają one prowizję od każdego sprzedanego produktu lub usługi. Wysokość prowizji waha się zwykle od kilkunastu do nawet kilkudziesięciu procent wartości transakcji.

## Zalety dla dostawców usług turystycznych
Współpraca z internetowymi biurami podróży może przynieść dostawcom, takim jak hotele czy apartamenty, liczne korzyści:
- Zwiększenie widoczności – obecność na globalnych platformach pozwala dotrzeć do szerokiego grona potencjalnych klientów[1];
- Ułatwiony proces rezerwacyjny – intuicyjne interfejsy systemów OTA ułatwiają klientom dokonywanie rezerwacji[1];
- Budowanie wiarygodności poprzez opinie – możliwość gromadzenia i prezentowania opinii klientów wpływa na reputację obiektu i decyzje zakupowe innych użytkowników[1].

## Wady i zagrożenia
Choć współpraca z OTA ma wiele zalet, niesie również pewne ryzyka:
- Wysokie prowizje – prowizje mogą znacząco obciążać budżet małych i średnich obiektów noclegowych[1];
- Uzależnienie od kanału pośredniego – dominacja OTA w strukturze rezerwacji może prowadzić do spadku liczby rezerwacji bezpośrednich[1];
- Konkurencja cenowa – widoczność ofert konkurencyjnych wymusza często obniżanie cen, co może prowadzić do wojen cenowych[1].